# Comuna Kaiu
Kaiu este o comună (vald) din Județul Rapla, Estonia.
1. ↑  Maakatastri statistika (în estonă), Consiliul Funciar Eston[*], accesat în 26 martie 2020